# Wude Ayalew
Wude Ayalew Yimer (Gojjam, 4 de julho de 1987) é uma meio-fundista profissional etíope.
Yimer Wude Ayalew venceu a Corrida Internacional de São Silvestre, em 2008, 2014 e 2015.